# Garlin
Pour les articles homonymes, voir Garlin.
Garlin (en béarnais Garlin ou Garlî) est une commune française, située dans le département des Pyrénées-Atlantiques en région Nouvelle-Aquitaine.
Le gentilé est Garlinois.

## Géographie

### Localisation
La commune de Garlin se trouve dans le département des Pyrénées-Atlantiques, en région Nouvelle-Aquitaine.
Elle se situe à 36 km par la route de Pau, préfecture du département, et à 25 km de Serres-Castet, bureau centralisateur du canton des Terres des Luys et Coteaux du Vic-Bilh dont dépend la commune depuis 2015 pour les élections départementales.
La commune est par ailleurs ville-centre du bassin de vie de Garlin.
Les communes les plus proches sont : 
Baliracq-Maumusson (2,1 km), Castetpugon (3,3 km), Sarron (3,5 km), Moncla (3,9 km), Boueilh-Boueilho-Lasque (3,9 km), Ribarrouy (4,3 km), Mascaraàs-Haron (4,5 km), Saint-Agnet (5,1 km).
Sur le plan historique et culturel, Garlin fait partie de la province du Béarn, qui fut également un État et qui présente une unité historique et culturelle à laquelle s’oppose une diversité frappante de paysages au relief tourmenté.

### Communes limitrophes
Les communes limitrophes sont Lauret, Miramont-Sensacq, Sarron, Baliracq-Maumusson, Boueilh-Boueilho-Lasque, Castetpugon, Moncla, Ribarrouy et Taron-Sadirac-Viellenave.
| Miramont-Sensacq (Landes) | Sarron (Landes) | Moncla                                       |
| Lauret (Landes)           | Garlin          | Castetpugon                                  |
| Boueilh-Boueilho-Lasque   | Ribarrouy       | Baliracq-Maumusson, Taron-Sadirac-Viellenave |

### Hydrographie

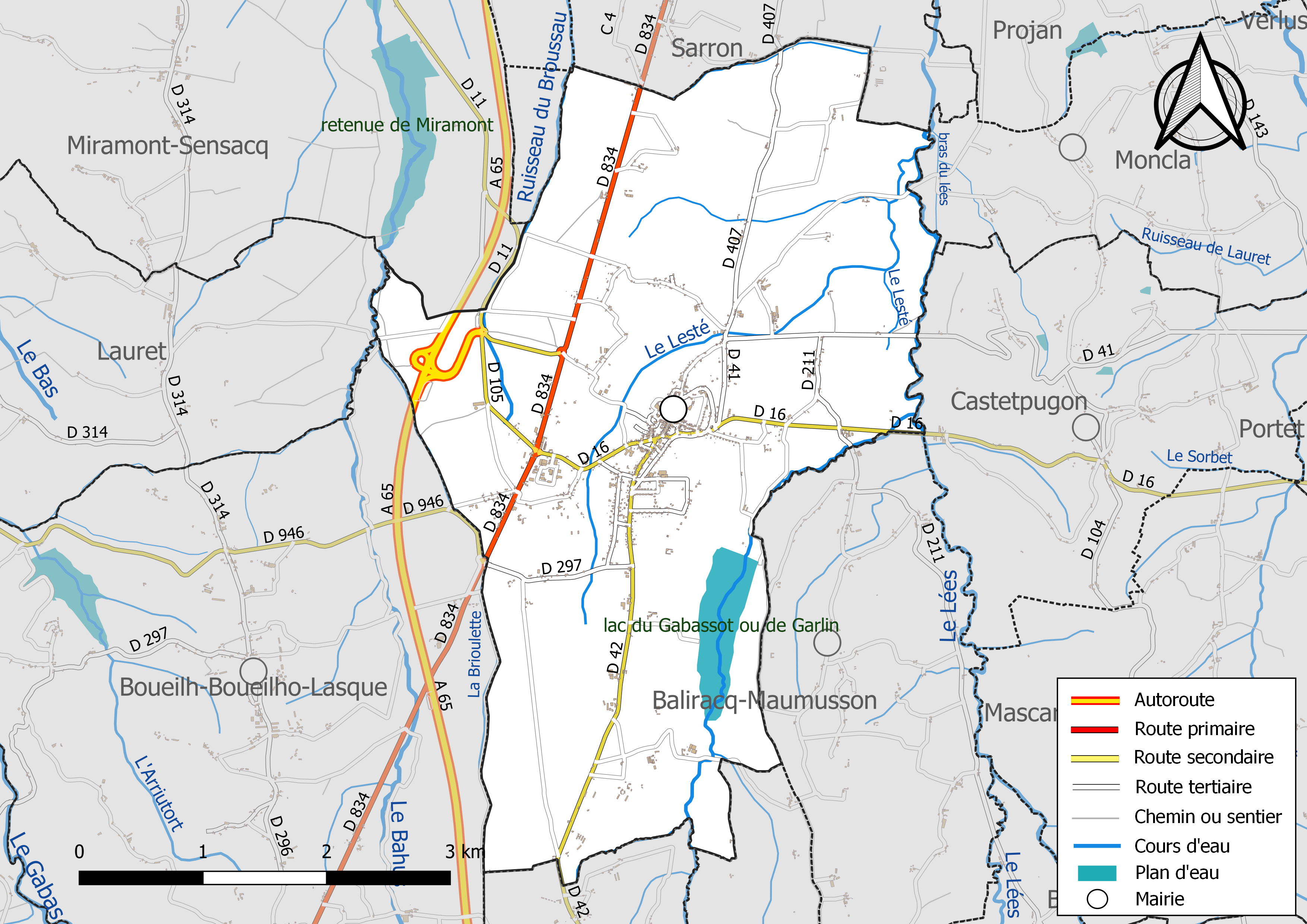
Réseaux hydrographique et routier de Garlin.

La commune est drainée par le Bahus, le Léès, le Gabassot, le ruisseau du Broussau, le Lesté, la Brioulette, le Lesté, et par divers petits cours d'eau, constituant un réseau hydrographique de 19 km de longueur totale,.
Le Bahus (47,9 km) prend sa source dans la commune de Claracq et s'écoule du sud vers le nord. Il traverse la commune et se jette dans l'Adour à Saint-Sever, après avoir traversé 16 communes.
Le Léès (39 km) prend sa source dans la commune de Sedzère et s'écoule du sud vers le nord. Il longe le territoire communal sur son côté est et en constitue la limite séparative avec Castetpugon et Moncla, puis se jette dans le Léez à Lannux, après avoir traversé 21 communes.
Le Gabassot (17,4 km) prend sa source dans la commune de Sévignacq et s'écoule du sud vers le nord. Il traverse la commune et se jette dans le Léès à Castetbon, après avoir traversé 9 communes.
Le ruisseau du Broussau (20,3 km) prend sa source dans la commune et s'écoule du sud vers le nord. Il constitue une limite séparative avec Miramont-Sensacq au nord de la commune et se jette dans l'Adour à Aire-sur-l'Adour, après avoir traversé 8 communes.

### Climat
Pour des articles plus généraux, voir Climat de la Nouvelle-Aquitaine et Climat des Pyrénées-Atlantiques.
Historiquement, la commune est exposée à un climat océanique aquitain.  
En 2020, Météo-France publie une typologie des climats de la France métropolitaine dans laquelle la commune est dans une zone de transition entre le climat océanique altéré et le climat de montagne et est dans la région climatique Aquitaine, Gascogne, caractérisée par une pluviométrie abondante au printemps, modérée en automne, un faible ensoleillement au printemps, un été chaud (19,5 °C), des vents faibles, des brouillards fréquents en automne et en hiver et des orages fréquents en été (15 à 20 jours).
Pour la période 1971-2000, la température annuelle moyenne est de 13,2 °C, avec une amplitude thermique annuelle de 14,8 °C. Le cumul annuel moyen de précipitations est de 1 119 mm, avec 11,8 jours de précipitations en janvier et 7,8 jours en juillet. Pour la période 1991-2020, la température moyenne annuelle observée sur la station météorologique la plus proche, située sur la commune de Mont-Disse à 10 km à vol d'oiseau, est de 13,9 °C et le cumul annuel moyen de précipitations est de 1 010,8 mm,. Pour l'avenir, les paramètres climatiques de la commune estimés pour 2050 selon différents scénarios d'émission de gaz à effet de serre sont consultables sur un site dédié publié par Météo-France en novembre 2022.

### Milieux naturels
Le coteau de Garlin  situé aux limites du Madiran, est géré par le conservatoire d'espaces naturels d'Aquitaine depuis 1994. Il abrite environ le 1/4 des pelouses sèches du nord-est des Pyrénées-Atlantiques. Ces milieux pentus, ensoleillés et secs, anciennement consacrés à la viticulture, sont propices à une flore de grande valeur dont une grande diversité d'orchidées sauvages. Les insectes y sont également très nombreux. Afin de limiter leur boisement et de maintenir ainsi une diversification des milieux et des espèces, le CEN Aquitaine mène des actions régulières de gestion courante et d'entretien (pâturage extensif ou fauchage). Grâce à ces mesures, le coteau de Garlin offre encore aujourd'hui une richesse naturelle exceptionnelle. Le coteau de Castetpugon est inscrit au réseau Natura 2000 coteaux de Castetpugon, de Cadillon et de Lembeye et fait l'objet d'un document d'objectifs animé par le CEN Aquitaine.

## Urbanisme

### Typologie
Au 1er janvier 2024, Garlin est catégorisée bourg rural, selon la nouvelle grille communale de densité à sept niveaux définie par l'Insee en 2022.
Elle est située hors unité urbaine et hors attraction des villes,.

### Occupation des sols

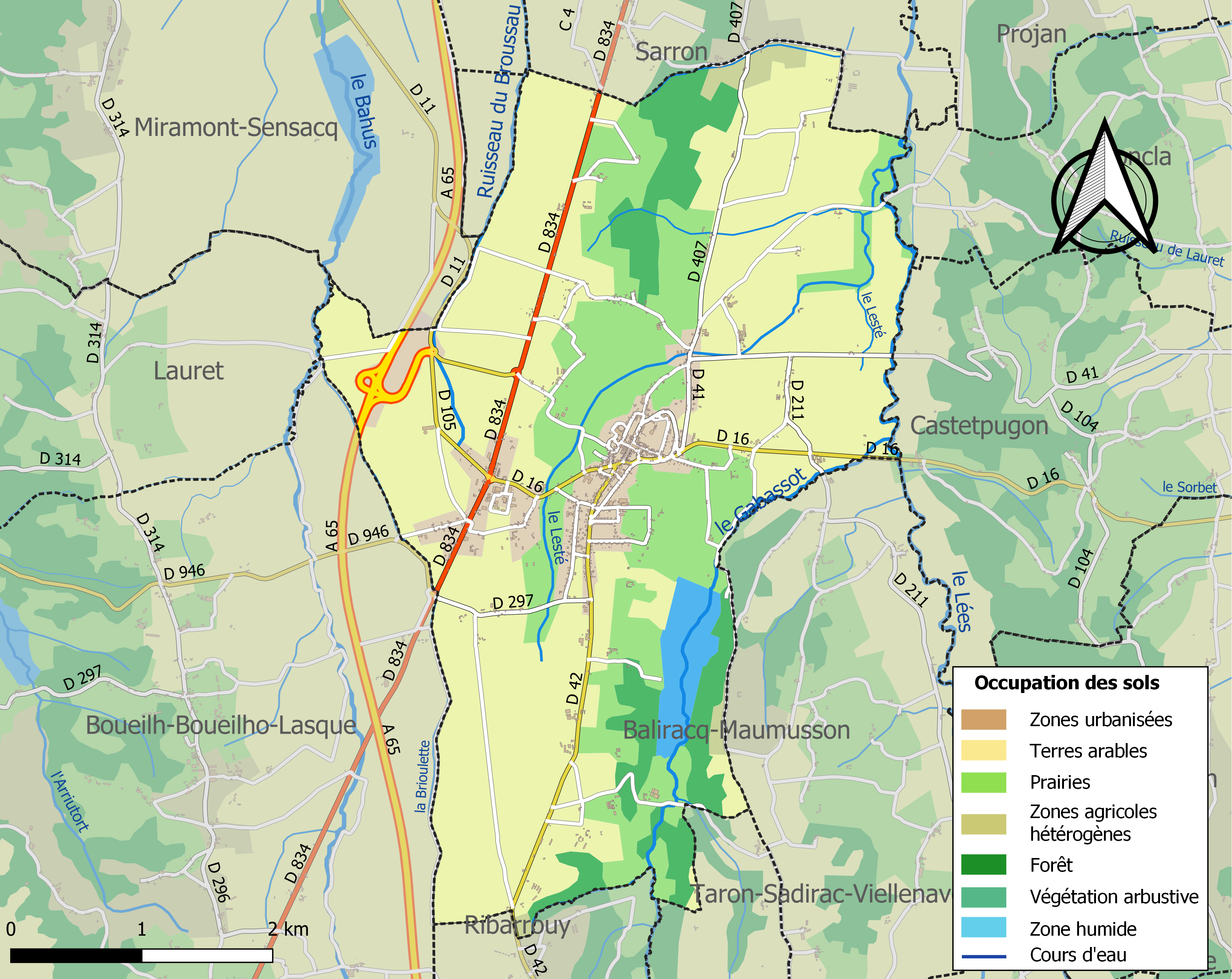
Carte des infrastructures et de l'occupation des sols de la commune en 2018 (CLC).

L'occupation des sols de la commune, telle qu'elle ressort de la base de données européenne d’occupation biophysique des sols Corine Land Cover (CLC), est marquée par l'importance des territoires agricoles (81,6 % en 2018), en diminution par rapport à 1990 (85,8 %). La répartition détaillée en 2018 est la suivante : 
terres arables (58,6 %), prairies (21,8 %), forêts (7,9 %), zones urbanisées (4,3 %), zones industrielles ou commerciales et réseaux de communication (3,9 %), eaux continentales (2,2 %), zones agricoles hétérogènes (1,3 %). L'évolution de l’occupation des sols de la commune et de ses infrastructures peut être observée sur les différentes représentations cartographiques du territoire : la carte de Cassini (XVIIIe siècle), la carte d'état-major (1820-1866) et les cartes ou photos aériennes de l'IGN pour la période actuelle (1950 à aujourd'hui).

### Lieux-dits et hameaux
- Abatt
- Berdoy
- Betbeder
- Bidau
- Bitnau
- Brana
- Buchet
- Camettes
- Dasté
- Duviau
- Gascou
- Grangé
- Guilhembet
- Larrieu
- Magnat
- Mataguerre
- Mirassou
- Numas
- Pébousquet
- Piarrou
- la Poste
- Poulit
- Sérisé
- Tardan

### Voies de communication et transports
La commune possède un accès sur l'autoroute A65 (diffuseur de Garlin) et est desservie par la route nationale 134 et les routes départementales 16, 41, 42, 105 et 946.

#### Ancienne ligne du réseau ferré Pau-Oloron-Mauléon
Actuellement, aucun transport ferroviaire ne dessert à la ville de Garlin.
L'ancienne ligne entre Saint-Laurent-Bretagne et Aire-sur-l'Adour passant par Saint-Laurent-Bretagne fonctionna cependant entre 1902 et 1931, également en faveur de la gare de Garlin. En 1922, il fallait 2h45 en faveur de tronçon Pau - Garlin, qui avait été inauguré sans attendre la fin des travaux jusqu'à Aire-sur-l'Adour.
À la suite de la disparition de l'exploitant, la compagnie de chemin de fer de Pau-Oloron-Mauléon, cette ligne fut définitivement fermée en 1931. On peut apercevoir encore ses traces dans la ville : ancienne gare, chemin de la gare transformé, viaduc et le reste.
Étant donné qu'il s'agissait d'une compagnie privée, l'exploitation actuel d'autocar est assuré par le conseil général, et non par le TER.

#### Autocar
Les deux lignes départementales d'autocar desservent donc à Garlin, :
- ligne Pau - Garlin - Aire-sur-l'Adour - Agen
- ligne Pau - Garlin - Mont-de-Marsan

#### Autoroute
La ville de Garlin possède une excellente proximité avec l'autoroute A65, grâce à sa propre sortie.

### Risques majeurs
Le territoire de la commune de Garlin est vulnérable à différents aléas naturels : météorologiques (tempête, orage, neige, grand froid, canicule ou sécheresse), inondations et séisme (sismicité modérée). Un site publié par le BRGM permet d'évaluer simplement et rapidement les risques d'un bien localisé soit par son adresse soit par le numéro de sa parcelle.
Certaines parties du territoire communal sont susceptibles d’être affectées par le risque d’inondation par une crue à  débordement lent de cours d'eau, notamment le Léès, le Gabassot, le ruisseau du Broussau et le Bahus. La commune a été reconnue en état de catastrophe naturelle au titre des dommages causés par les inondations et coulées de boue survenues en 1982, 1993 et 2009,.

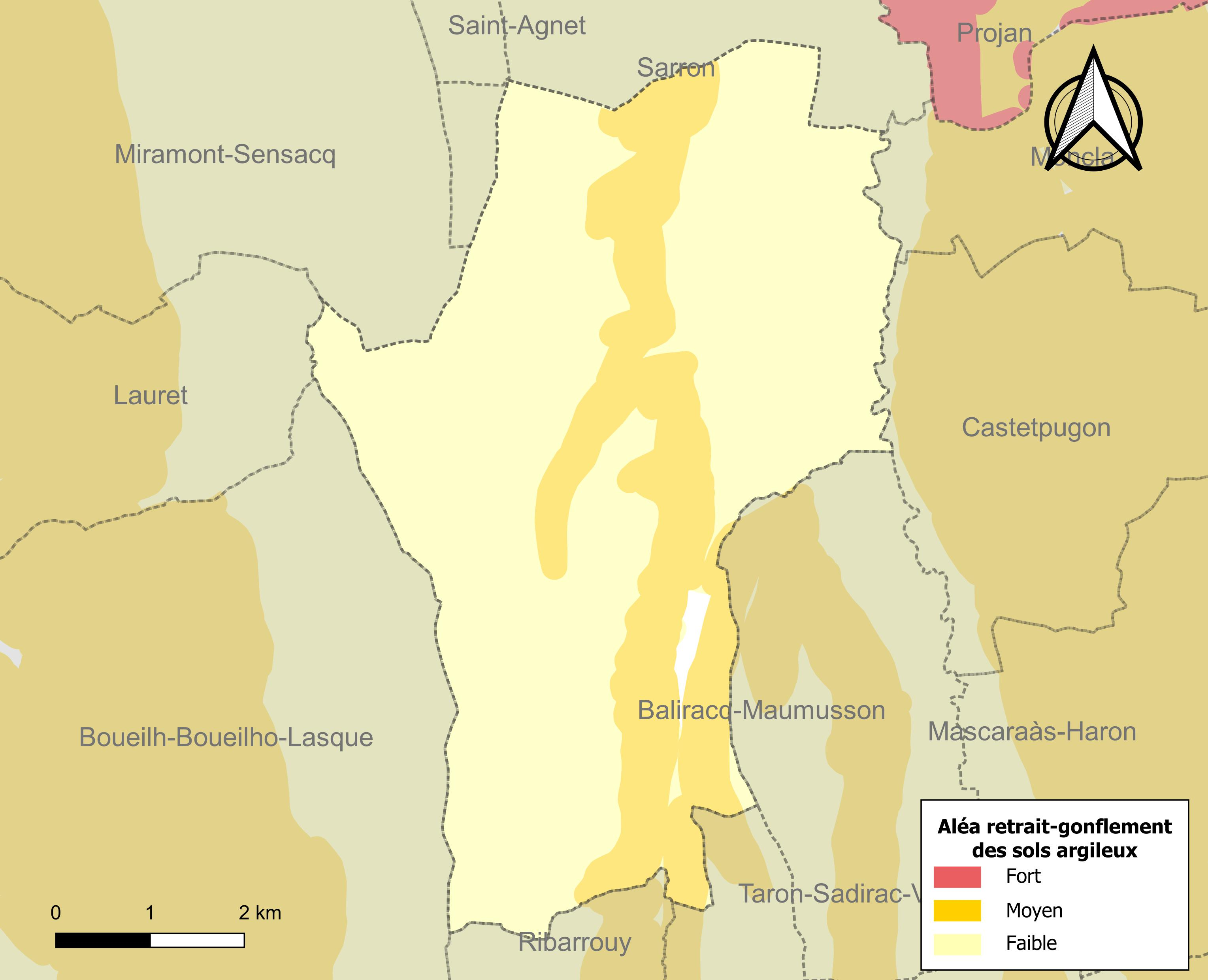
Carte des zones d'aléa retrait-gonflement des sols argileux de Garlin.

Le retrait-gonflement des sols argileux est susceptible d'engendrer des dommages importants aux bâtiments en cas d’alternance de périodes de sécheresse et de pluie. 24,8 % de la superficie communale est en aléa moyen ou fort (59 % au niveau départemental et 48,5 % au niveau national). Depuis le 1er octobre 2020, en application de la loi ELAN, différentes contraintes s'imposent aux vendeurs, maîtres d'ouvrages ou constructeurs de biens situés dans une zone classée en aléa moyen ou fort,.

## Toponymie
Le toponyme Garlin apparaît sous les formes 
Gasli (vers 984, cartulaire de Lescar), 
Caslinus (XIe siècle, cartulaire de l'abbaye de Saint-Pé) et 
Garlii (1385, censier de Béarn);
Son nom béarnais est Garlin ou Garlî.
Le toponyme Berdoy est mentionné en 1542 (réformation de Béarn).
Paul Raymond signale l'existence d'une paroisse au lieu-dit Pouliacq, dépendant du diocèse d'Aire.

## Histoire
Gros bourg du Vic-Bilh, son nom signifie « sol humide et marécageux ».
Les nombreux tumuli qui y ont été fouillés attestent d'une présence humaine dès l'âge de bronze.
Certains de ces tumuli de grande importance ont livré de nombreux vestiges. Ils se trouvent en grande partie près du Chemin de Saint-Pé, ancien chemin de transhumance rejoignant le plateau de Ger, et très emprunté dans l'antiquité.
Il s'agissait d'une ancienne bastide fondée, semble-t-il, en 1302 par la vicomtesse Marguerite de Béarn, (comme celle de Nay), pour faire face aux places fortes anglaises du Tursan, plus précisément Sarron, Geaune, Pimbo. C'est la raison pour laquelle ce lieu s'appelait et encore s'appelle « Porte du Béarn ». En effet, on comprend, avec la carte en contour, qu'il fût facile à défendre cette bastide bénéficiant du ravitaillement dès la région du Béarn, au sud [carte en ligne (puis, rubrique Relief dans le menu (en haut à gauche))].
Puis, Garlin fut un centre protestant très actif au XVIe siècle. Un siècle plus tard, les Capucins fondèrent un couvent pour  ramener la cité dans le giron du catholicisme.
Selon un dicton ancien : Las hilhòtas de Garlín " Rèvan d'escuts e de draps de lin ! 
En 1385, Garlin comptait trente feux et dépendait du bailliage de Lembeye.
Il y avait à Garlin un hôpital de l'ordre de Malte (espitau Monpeslé ou espitau de la Magdelaine) dont l'existence est attestée dès 1542, (réformation de Béarn) et qui était déjà en ruine au début du XVIIe siècle (1617).
En 1790, Garlin était le chef-lieu d'un canton comprenant les communes de Baliracq-Maumusson, Boueilh-Boueilho-Lasque, Castetpugon, Garlin, Mascaraàs-Haron, Moncla, Mouhous, Pouliacq, Ribarrouy et Taron-Sadirac-Viellenave.
Henri Guillermin, résistant et homme politique, est parachuté dans la nuit du 6 au 7 juillet 1944 avec un parachutage d'armes ; il se casse les deux jambes et est soigné par le docteur Pierre-William Monties de Garlin.[réf. nécessaire]
L'histoire contemporaine du Vic-Bilh est dominée par la construction de l'autoroute A 65 Pau-Bordeaux. Garlin revendique la construction d'un échangeur sur son territoire afin de desservir les vignobles renommés du Madiran, Saint-Mont et Tursan.

## Héraldique
| Blason de Garlin | Blason  | D’or fretté de sinople, à la fasce de vair brochant sur le tout. |
| Blason de Garlin | Détails | Le statut officiel du blason reste à déterminer.                 |

## Politique et administration

### Liste des maires
| Période                                  | Période  | Identité                        | Étiquette | Qualité              |
| ---------------------------------------- | -------- | ------------------------------- | --------- | -------------------- |
| Les données manquantes sont à compléter. |          |                                 |           |                      |
| 1805                                     | 1807     | Ducos                           |           |                      |
| 1808                                     | 1811     | Fredemounicq/Pedemounicq        |           |                      |
| 1813                                     | 1826     | Jacques Pargade                 |           |                      |
| 1827                                     | 1830     | Bernard Justin Lefranc          |           |                      |
| 1833                                     | 1839     | Mandron/Maudron Buchet          |           |                      |
| 1842                                     | 1848     | Jean Baptiste Sarraute          |           |                      |
|                                          |          |                                 |           |                      |
| 1854                                     | 1858     | Jean Firmain Bacarisse          |           |                      |
| 1859                                     | 1866     | Jean Marie Henri Cézérac        |           |                      |
|                                          |          |                                 |           |                      |
| 1874                                     | 1876     | Jean François Hilarion Barthety |           |                      |
| 1879                                     | 1882     | Jean Arnoul Lacaze              |           |                      |
| vers 1884                                |          | Jean Anne Romain Lamothe        |           |                      |
|                                          |          |                                 |           |                      |
| 1965                                     | 1971     | Henri Sibor                     |           | Sénateur (1971-1974) |
| 1971                                     | 1983     | Henri Tonnet                    |           |                      |
| 1983                                     | 2008     | Marcel Poublan                  |           |                      |
| 2008                                     | mai 2020 | Jean-Jacques Cérisère           |           |                      |
| mai 2020                                 | En cours | André Lanusse-Cazalé            |           |                      |

### Intercommunalité
Garlin fait partie de six structures intercommunales :
- la communauté de communes des Luys en Béarn ;
- le SIVU de la voirie de la région de Garlin ;
- le SIVU du Lées et affluents ;
- le syndicat d’énergie des Pyrénées-Atlantiques ;
- le syndicat intercommunal d’alimentation en eau potable Luy - Gabas - Lées ;
- le syndicat intercommunal des cinq rivières.

Garlin accueille le siège de la communauté de communes du canton de Garlin, du SIVU de la voirie de la région de Garlin, du SIVU du Lées et affluents ainsi que du syndicat mixte de la zone d'activités économiques intercommunautaire du diffuseur de Garlin.

### Jumelages
La ville de Garlin est jumelée avec la ville de :
- Ayerbe (Espagne) depuis 1977[46]

## Population et société

### Démographie
L'évolution du nombre d'habitants est connue à travers les recensements de la population effectués dans la commune depuis 1793. Pour les communes de moins de 10 000 habitants, une enquête de recensement portant sur toute la population est réalisée tous les cinq ans, les populations de référence des années intermédiaires étant quant à elles estimées par interpolation ou extrapolation. Pour la commune, le premier recensement exhaustif entrant dans le cadre du nouveau dispositif a été réalisé en 2004.

En 2022, la commune comptait 1 331 habitants, en évolution de −5,27 % par rapport à 2016 (Pyrénées-Atlantiques : +3,78 %, France hors Mayotte : +2,11 %).
| 1793 | 1800 | 1806  | 1821 | 1831  | 1836  | 1841  | 1846  | 1851  |
| ---- | ---- | ----- | ---- | ----- | ----- | ----- | ----- | ----- |
| 998  | 920  | 1 013 | 882  | 1 364 | 1 510 | 1 418 | 1 422 | 1 394 |

| 1856  | 1861  | 1866  | 1872  | 1876  | 1881  | 1886  | 1891  | 1896  |
| ----- | ----- | ----- | ----- | ----- | ----- | ----- | ----- | ----- |
| 1 380 | 1 340 | 1 358 | 1 305 | 1 313 | 1 316 | 1 314 | 1 309 | 1 296 |

| 1901  | 1906  | 1911  | 1921  | 1926  | 1931  | 1936  | 1946  | 1954 |
| ----- | ----- | ----- | ----- | ----- | ----- | ----- | ----- | ---- |
| 1 274 | 1 257 | 1 220 | 1 109 | 1 073 | 1 063 | 1 036 | 1 009 | 985  |

| 1962  | 1968  | 1975  | 1982  | 1990  | 1999  | 2004  | 2006  | 2009  |
| ----- | ----- | ----- | ----- | ----- | ----- | ----- | ----- | ----- |
| 1 044 | 1 085 | 1 083 | 1 195 | 1 204 | 1 202 | 1 242 | 1 264 | 1 374 |

| 2014  | 2019  | 2022  | - | - | - | - | - | - |
| ----- | ----- | ----- | - | - | - | - | - | - |
| 1 396 | 1 356 | 1 331 | - | - | - | - | - | - |

## Économie
Son économie est principalement rurale et le vignoble y tient une place de choix grâce aux appellations d'origines contrôlées Madiran et Pacherenc.

## Culture locale et patrimoine

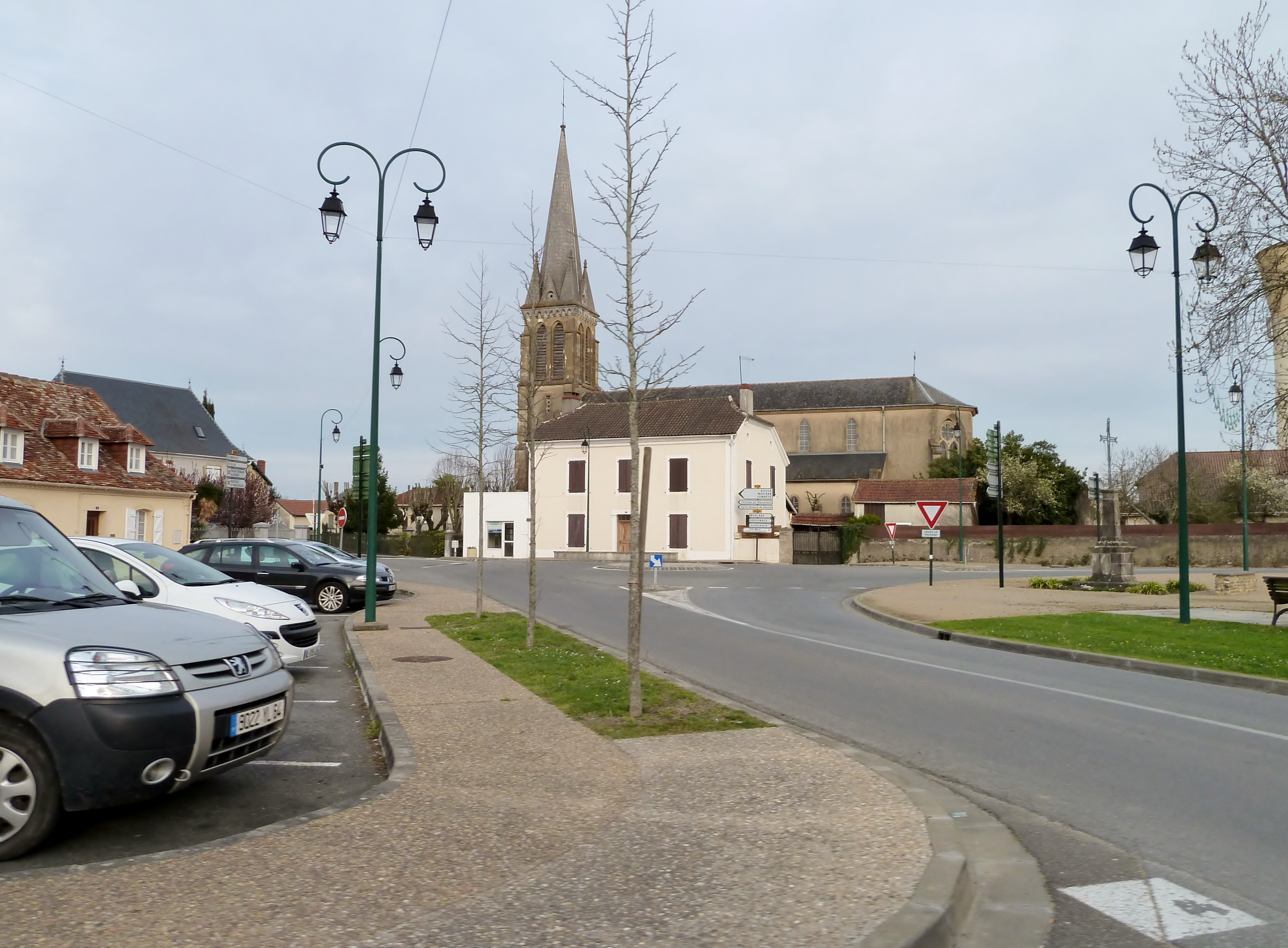
Le bourg
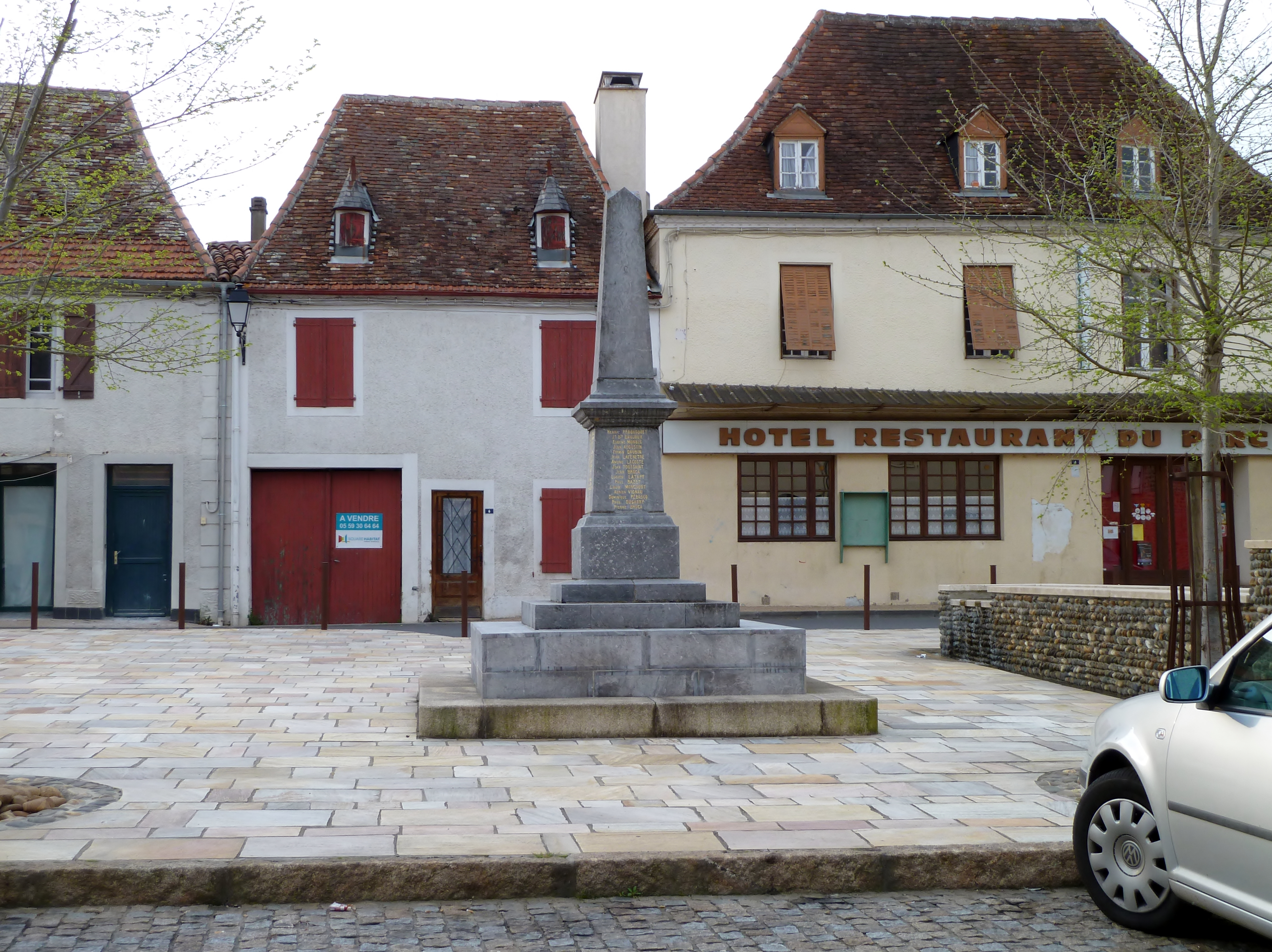
Le monument aux morts

Garlin, située sur les premiers contreforts des Pyrénées possède un remarquable patrimoine culturel et environnemental.
Ce village conserve une forte tradition taurine et organise des novilladas piquées en avril et juillet.
En avril 2004, Idealista, taureau de la ganadería de Fuente Ymbro, fut gracié par Fernando Cruz dans les arènes de Garlin. La ville est membre du l'Union des villes taurines françaises.
Les fêtes de Garlin ont lieu entre mi-juillet et fin juillet.
Garlin compte parmi ses associations importantes une Harmonie fondée en 1887 ainsi qu'une banda, "Los Esberits" créée en 1989.

### Patrimoine civil
Garlin présente un ensemble de maisons de notable et de fermes des XVIIe, XVIIIe et XIXe siècles. Une des fermes, située au lieu-dit Berdoy, possède un tombeau sarcophage, qui fut utilisé comme abreuvoir.
Au lieu-dit Abatt, on peut voir un lavoir du XIXe siècle.
L'ancien presbytère fut construit entre 1833 et 1835.

#### Maison de seigneur de Garlin

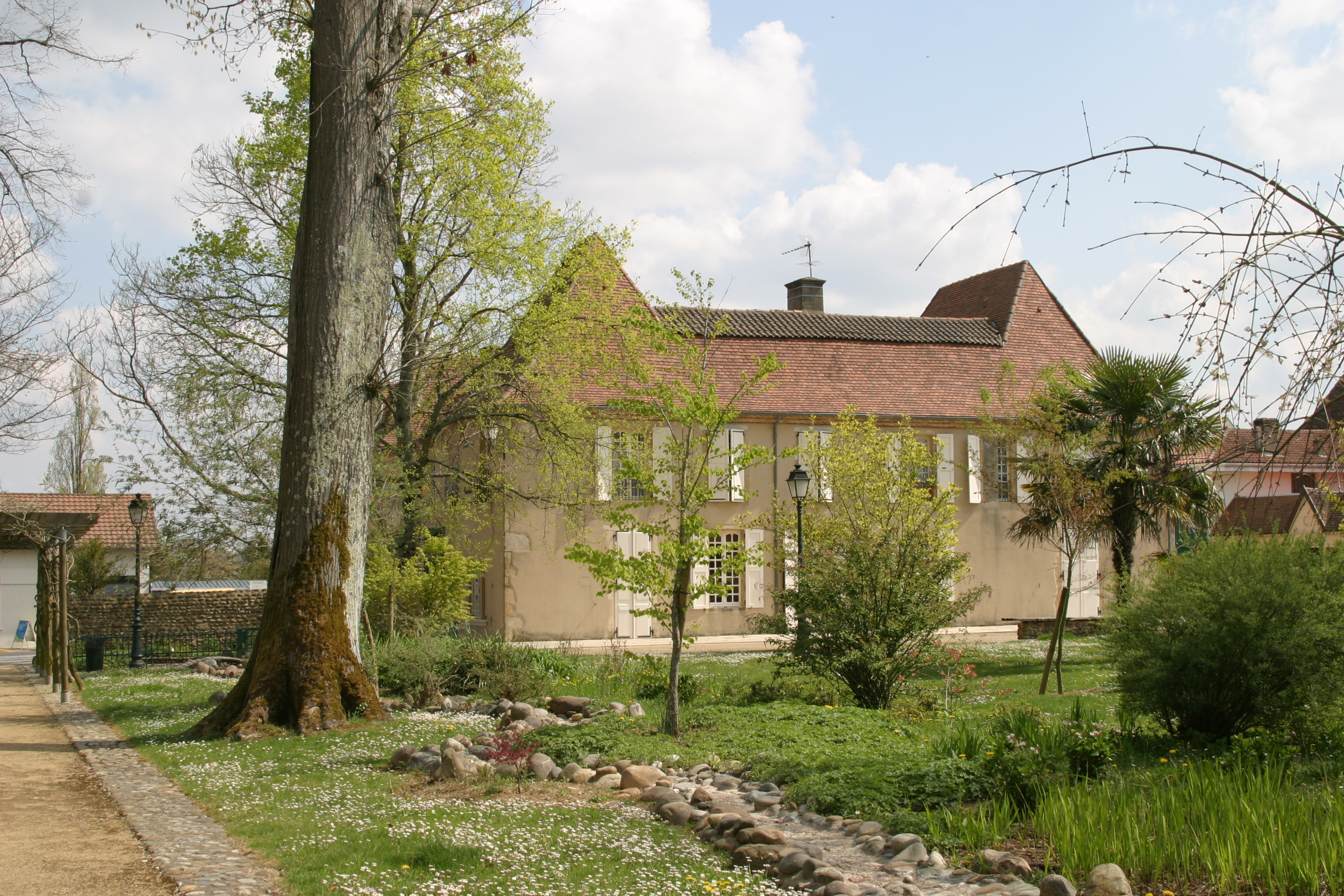
Mairie et parc municipal, ancienne demeure de seigneur de Garlin.

Alors que plusieurs bâtiments publics de Garlin s'occupent dans des établissements construits au XIXe siècle, celui de la mairie se distingue en raison de sa résidence de qualité. En effet, il s'agit d'une ancienne demeure de seigneur de Garlin, qui fut bâtie aux XVIIe et XVIIIe siècles. Celle-ci fut, entre 1744 et 1772, la demeure de la famille de Hiton, seigneur de Garlin. Ensuite, la famille Pergade y demeura jusqu'en 1827. L'acquisition par la commune fut achevée vers 1950. Non seulement le siège de la mairie bénéficie, donc, de la qualité de l'établissement, mais également elle possède son parc municipal distingué, grâce aux arbres remarquables ainsi qu'au vestige d'un pilier de l'ancienne bastide, à la suite de cette acquisition.
L'établissement se caractérise notamment des boiseries Louis XIV, d'une cheminée ainsi que d'une fontaine intérieure.

#### Ancien hospice Saint-Pierre

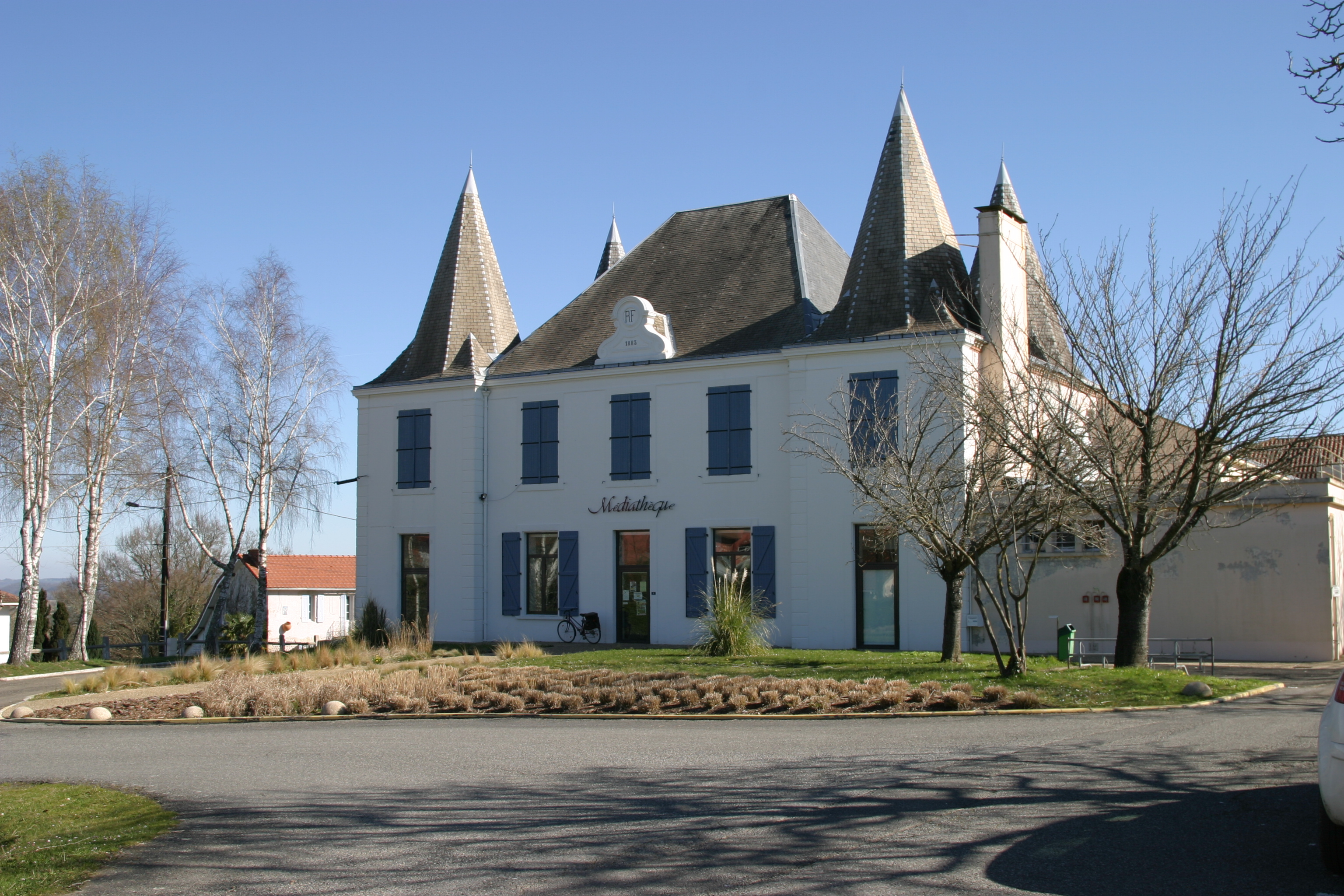
Ancien hospice de Garlin, actuellement médiathèque.

Il s'agit certes d'un bâtiment construit à la fin du XIXe siècle. Nonobstant, celui-ci demeure un témoin très important de l'histoire de la commune depuis le XXe siècle.
Ce beau et impressionnant bâtiment construit en 1883 fut inauguré, d'abord, en tant qu'hospice Saint-Pierre. Lors de la Première Guerre mondiale, il était aisément capable d'accueillir de nombreux blessés et convalescents des campagnes de 1914 et 1915, grâce à cette qualité. Celui-ci gardait sa fonction jusqu'en 1918. Une fois la guerre terminée, en 1923, l'établissement fut transformé en bâtiment public, à savoir le siège de la mairie. En outre, il était en usage, comme les sièges de l'Harmonie, de la salle de Justice de Paix et du greffe, de l'école de garçons ainsi que des services bancaires.
Ensuite, cet ancien hospice devint, à nouveau, maison de retraite en 1967, et cela resta jusqu'en 2005. La commune donna enfin une nouvelle vie à ce bâtiment. Depuis 2011, il s'agit de la médiathèque de la commune, établissement le plus fréquenté à Garlin.

### Patrimoine religieux

#### Ancienne église romane Saint-Jean
L'origine de l'église paroissiale était une église romane dédiée à saint Jean. Sa première construction remontrait au XIIe siècle. Celle-ci subit en 1569 un incendie duquel le dégât restait considérable. En conséquence, elle fut reconstruite. À partir de 1808, le conseil municipal jugeait que celle-ci devint inconvenante. D'une part, elle était trop petite pour que la paroisse puisse la garder encore. D'autre part, à la suite de la Révolution, l'état de bâtiment demeurait en ruine et dangereux. Une fois une nouvelle église construite, l'église Saint-Jean fut démolie en 1860 en raison de sécurité. De nos jours, elle ne reste autre que des vestiges y compris les tombes de trois anciens prêtres dont l'abbé Cazou, père de la naissance de la nouvelle église. D'ailleurs, la trace de cet établissement reste au nom de rue, côte de la Vieille Église.

#### Église paroissiale Saint-Jean-Baptiste

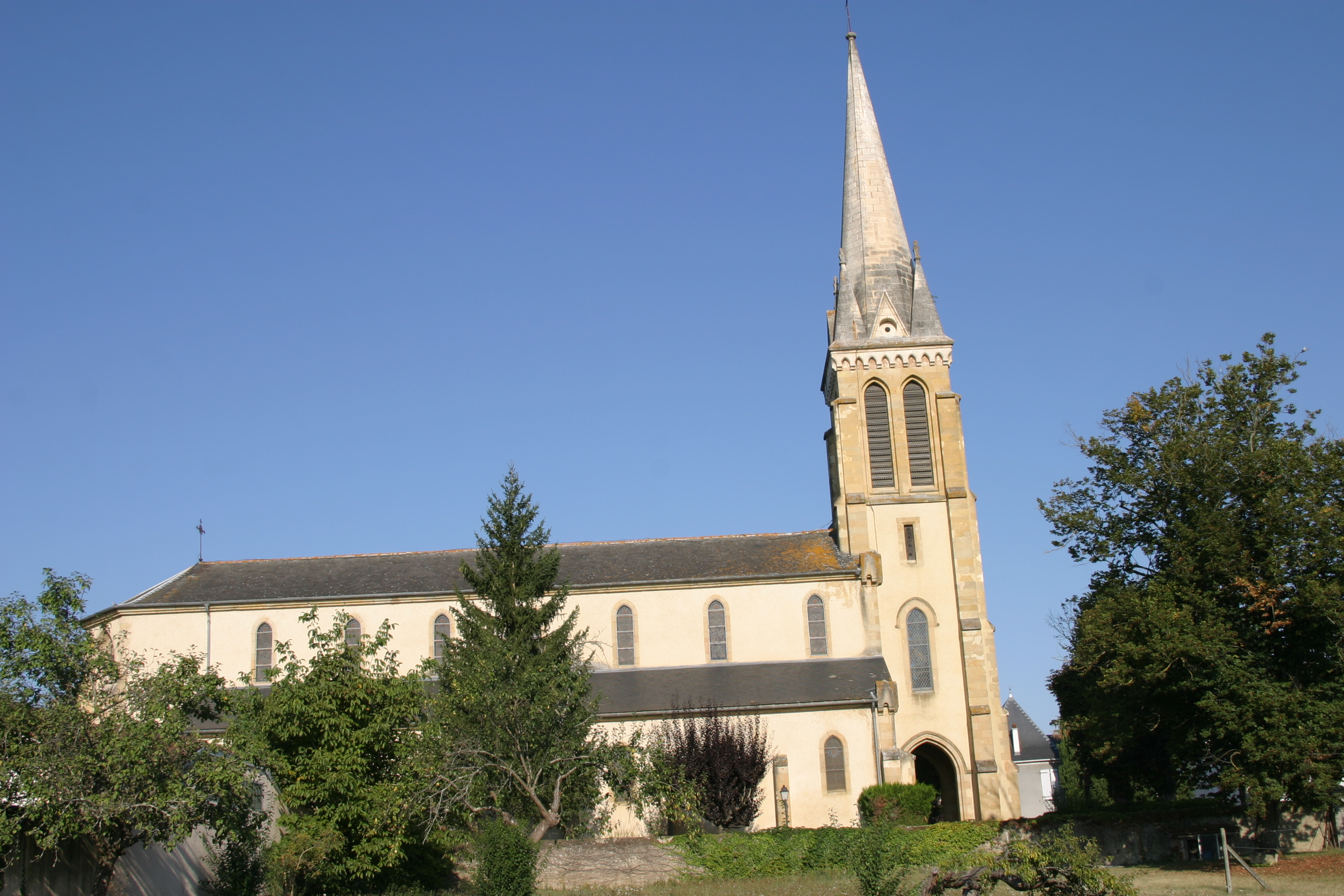
Église paroissiale Saint-Jean-Baptiste.

Dans l'optique de remplacer l'église Saint-Jean, L'église paroissiale Saint-Jean-Baptiste fut construite à la suite de la décision tenue en 1856, près de la place du Marcadieu. L'architecte Gustave Lévy évolua le projet, et une fois le contrat conclu le 3 février 1861, les travaux se commencèrent. Ces travaux ne furent achevés qu'en juillet 1863, mais la consécration tenue en 1866 bénéficia des vitraux de l'atelier d'Amédée Bergès de Toulouse,.
Elle recèle du mobilier, des tableaux, une peinture monumentale, des objets et 31 verrières d'Amédée Bergès, inscrits à l'inventaire général du patrimoine culturel. De même, l'établissement profite des chefs-œuvre de Louis Augier (peintre) et Millet (peintre ainsi que décorateur), parachevés en 1903 en faveur de peintures murales.
Avec 40 mètres de hauteur, son clocher, achevé en juillet 1863, fonctionne comme monument remarquant la porte de Béarn. Initialement conçu l'établissement charpenté et recouvert d'ardoises pointés, ce clocher fut finalement construit en pierre, duquel la flèche se compose de belle pierre d'Angoulême. En raison d'une beauté architecturale et d'une économie à la longue, cette modification avait été décidée en 1862 par le conseil municipal, d'après l'avis du curé Cazou et le maire.
L'existence de deux statues devant l'église peut être expliquée avec la lettre apostolique du pape Pie XI, Beata Maria Virgo in cælum Assumpta in gallicæ (Galliam Ecclesæ filiam selon les premiers mots), dénoncée le 2 mars 1922. En effet, juste en face de la statue de Notre Dame (1886), celle de sainte Jeanne d'Arc avait été ajoutée en symétrie. Le Saint-Père y déclarait qu'il s'agit des patronnes de la France, principale et secondaire.
Comme la ville de Garlin ne conserve pas assez de patrimoines culturels et artistiques, la restauration de ces œuvres en mauvais état reste importante depuis les années 2000, notamment en faveur des vitraux de Bergès. Ainsi, en 2009, il s'agissait de celui de saint Jean-Baptiste, patron de l'église et de la paroisse, et plusieurs travaux suivaient. Une fois que des spécialistes avaient identifié la cause de dégradation, eau pénétrée dans les interstices des murs, les entretiens devinrent cependant urgents : certains vitraux abimés risquaient de chute. D'où, ses réparations furent accélérées en 2017.

#### Couvent des Capucins
L'installation du couvent de Capucins fut effectuée en 1696, à la suite d'une donation de Jean de Hiton, seigneur de Garlin. L'établissement connut son évolution entre 1708 et 1738. Puis devenu bien national, il fut transformé en faïencerie. À la fin du XVIIIe siècle, celui-ci fonctionnait en tant que mairie ainsi que siège de la Justice de paix. Toujours établissement public, on l'utilisait comme la Poste, ainsi que provisoirement l'ancienne école de garçons.

### Patrimoine environnemental

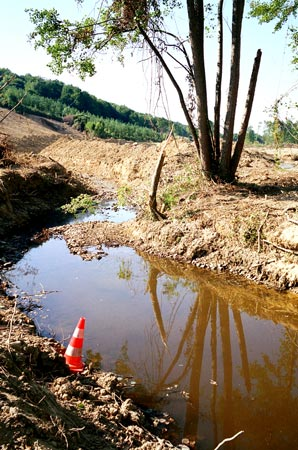
Le Gabassot.

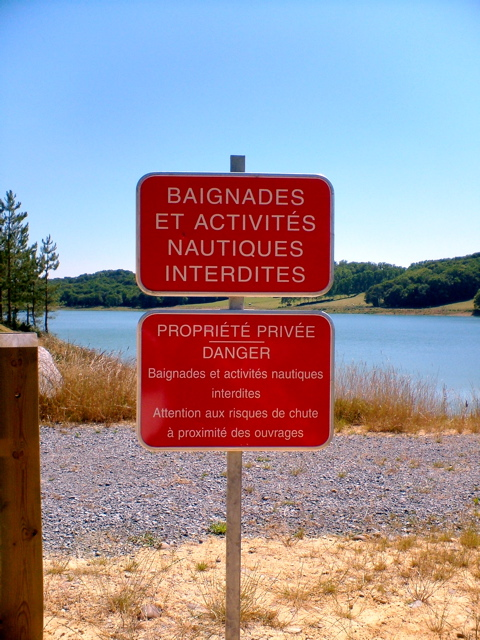
Barrage du Gabassot.

Afin de compenser les débits de l'Adour affectés par l'irrigation du maïs et de conforter cette monoculture dominante en Béarn, un lac collinaire fortement contesté a été creusé sur le ruisseau Gabassot et constituerait « une magnifique base de loisir » selon ses promoteurs (voir photo « barrage du Gabassot »), mais une grave dégradation des écosystèmes d'eau courante et une fuite en avant dans la culture du gaspillage des ressources en eau pour ses opposants.

## Équipements

### Éducation
Garlin dispose d'une école primaire et d'un collège portant le nom de Joseph Peyré, enfant d'Aydie, petite commune du canton de Garlin, prix Goncourt de littérature en 1935 pour le roman « Sang et Lumière ».

## Sports

### Rugby à XV
- Nord Béarn XV fondé en 1997 par la fusion de l'association sportive garlinoise et des Lévriers arzacquois.

## Personnalités liées à la commune
- Victor Lefranc, né en 1809 à Garlin et décédé en 1883 à Montsoué, est un avocat et homme politique français. Républicain modéré, opposant à Louis-Philippe puis au Second Empire, il fut sous la Troisième République ministre de l'Agriculture et du commerce, puis ministre de l'Intérieur.
- Auguste-Guillaume Liurette, administrateur en chef des Colonies, né le 21 janvier 1863 à Eysus et décédé le 21 octobre 1945 à Garlin ; chevalier de l'ordre national de la Légion d'Honneur en 1918[72]. Beau-frère du poète Charles Guéret.
- L'écrivain Hubert Monteilhet vit à Garlin du début des années 1990 à sa mort, en 2019[73].